# Cantallops (kommun)
Cantallops är en kommun i Spanien.   Den ligger i provinsen Província de Girona och regionen Katalonien, i den östra delen av landet, 600 km öster om huvudstaden Madrid. Antalet invånare är 333. Arean är 19,5 kvadratkilometer. Cantallops gränsar till La Jonquera, Sant Climent Sescebes och Capmany. 
Terrängen i Cantallops är kuperad norrut, men söderut är den platt.